# Bruley
Bruley é uma comuna francesa na região administrativa de Grande Leste, no departamento de Meurthe-et-Moselle. Estende-se por uma área de 6,25 km². Em 2010 a comuna tinha 625 habitantes (densidade: 100 hab./km²).